# Kecamatan Kedungdung
Kecamatan Kedungdung är ett distrikt i Indonesien.   Det ligger i provinsen Jawa Timur, i den västra delen av landet, 700 km öster om huvudstaden Jakarta. Kecamatan Kedungdung ligger på ön Madura.